# Albert De Doncker
Albert De Doncker est un architecte fonctionnaliste belge des années 1970 et 1980.

## Réalisations
- 1972-76 Tour Astro (SNCI), avenue de l'Astronomie 14[1] (rénovée en style postmoderne en 2014-2016 par Altiplan et Estudio Lamela[2])

- 1980-1986 CGER - bâtiment C (J. Wybauw, A.J. De Doncker, Ph. Samyn, W. Bresseleers)[3]
- démoli en 2013

- 1980 CGER - bâtiment F, rue aux choux 41-45 ( A.J. De Doncker, J. Wybauw, Ph. Samyn)